# جرم آمریکایی (مجموعه تلویزیونی)
جُرم آمریکایی (انگلیسی: American Crime) یک مجموعه تلویزیونی جنایی که اولین بار توسط شبکه ABC در ۵ مارس ۲۰۱۵ پخش شد. خالقان آن جان ریدلی، فلیسیتی هافمن، و تیموتی هاتون هستند و به موضوعاتی همچون جنسیت، نژاد و طبقه در وقوع جرم می‌پردازد. در سال ۲۰۱۵ این مجموعه نامزد ۱۰ حایزه امی منجمله بهترین مجموعه تلویزیونی کوتاه گشت.